# Mummery Cliff
Il Mummery Cliff è una parete rocciosa alta 1 250 m situata a sudest del Whymper Spur, nella Scarpata dei Pionieri della Catena di Shackleton, nella Terra di Coats in Antartide. 
Ricevette questa denominazione nel 1971 dal Comitato britannico per i toponimi antartici in associazione con il gruppo degli esploratori polari presenti nella zona, in onore dell'alpinista inglese Albert Frederick Mummery (1855–95), che aveva inventato la "tenda Mummery", una tenda portatile leggera che utilizzava per le sue ascensioni.